# Fantoma mea iubită
Fantoma mea iubită (titlu original: Ghost) este un film american romantic thriller fantastic din 1990. Este scris de Bruce Joel Rubin și regizat de Jerry Zucker. Rolurile principale au fost interpretate de actorii Patrick Swayze, Demi Moore, Tony Goldwyn și Whoopi Goldberg. 
Filmul a avut un succes comercial uriaș, având încasări la box office de 505,7 milioane $ la un buget de 22 milioane $. A fost filmul cu cele mai mari încasări în 1990. Ajustat pentru inflație, la data de 2015 Fantoma mea iubită ar fi al 93-lea film cu cele mai mari încasări din istorie la nivel național (în Statele Unite).
O dramă impresionantă despre pierderea cuiva drag și despre mântuire, filmul este o poveste modernă despre dragoste și moralitate, cu scene de iubire emblematice și o coloană sonoră foarte îndrăgită. Succesul filmului s-a datorat, în parte, talentului de a combina mai multe genuri.

## Prezentare
Filmul prezintă o tânără aflată în pericol (Moore) și fantoma iubitului ei  ucis (Swayze) care încearcă s-o salveze cu ajutorul unui medium reticent (Goldberg), care și-a falsificat puterile sale. 

## Distribuție
- Patrick Swayze - Sam Wheat
- Demi Moore - Molly Jensen
- Whoopi Goldberg - Oda Mae Brown
- Tony Goldwyn  - Carl Bruner
- Rick Aviles - Willie Lopez
- Vincent Schiavelli - Subway Ghost
- Gail Boggs - Oda Mae's Sister
- Armelia McQueen - Oda Mae's Sister
- Phil Leeds - Emergency Room Ghost
- Augie Blunt - Orlando